# Lombardei-Rundfahrt 1967
Die Lombardei-Rundfahrt 1967 war die 61. Austragung des italienischen Eintagesrennens Lombardei-Rundfahrt. Sieger wurde Franco Bitossi.

## Rennverlauf
90 Radrennfahrer waren am Start. Die Strecke war 266 Kilometer lang und enthielt sechs schwierige Steigungen. Start war in Mailand, das Ziel war in Como. Nach 100 Kilometern bildete sich eine Spitzengruppe, zu der später noch Raymond Poulidor und Eddy Merckx aufschlossen. Nach mehreren Attacken von Bitossi verkleinerte sich die Gruppe auf fünf Fahrer. Den Zielsprint gewann Bitossi deutlich. André Zimmermann, der auf dem 4. Platz ins Ziel kam, wurde nachträglich disqualifiziert. 25 Fahrer erreichten das Ziel.

## Ergebnis
| Rang | Fahrer            | Team                    | Zeit           |
| ---- | ----------------- | ----------------------- | -------------- |
| 1.   | Franco Bitossi    | Filotex                 | 6:54:50 h      |
| 2.   | Felice Gimondi    | Salvarani               | gl. Zeit       |
| 3.   | Raymond Poulidor  | Mercier-BP-Hutchinson   | gl. Zeit       |
| 4.   | Wladimiro Panizza | Vittadello              | gl. Zeit       |
| 5.   | Adriano Passuello | Molteni                 | gl. Zeit       |
| 6.   | Eddy Merckx       | Peugeot-Michelin-BP     | + 0:51 Minuten |
| 7.   | Guido De Rosso    | Vittadello              | gl. Zeit       |
| 8.   | Raymond Delisle   | Peugeot-Michelin-BP     | + 0:51 Minuten |
| 9.   | Jan Janssen       | Pelfort-Sauvage-Lejeune | + 1:29 Minuten |
| 10.  | Bernard Guyot     | Pelfort-Sauvage-Lejeune | + 1:31 Minuten |